# Kul (rejon solecznicki)
Kul (lit. Kulys) – wieś na Litwie, w gminie rejonowej Soleczniki, 6 km na północny zachód od Dajnowy, zamieszkana przez 5 ludzi. Przed II wojną światową w Polsce, w powiecie lidzkim województwa nowogródzkiego.